# Inopeplus mutchleri
Inopeplus mutchleri is een keversoort uit de familie platsnuitkevers (Salpingidae). De wetenschappelijke naam van de soort werd in 1943 gepubliceerd door Blackwelder.